# 柴田千晶
柴田 千晶（しばた ちあき、1960年8月14日 - ）は、日本の詩人、俳人、漫画原作者。旧筆名は柴田千秋。

## 人物・来歴
神奈川県横須賀市に生まれる。日本工学院専門学校デザイン科卒。1988年、投稿により第5回ラ・メール新人賞を受賞。1997年より俳句結社「街」に入会し、今井聖に師事。1998年、「街」同人。
代表的な詩集に、東電OL殺人事件をモデルとした『空室 1991-2000』、藤原龍一郎の短歌とコラボレーションし、第40回横浜詩人会賞を受賞した『セラフィタ氏』がある。2009年には「全人類を罵倒し赤き毛皮行く」などを収める句集『赤き毛皮』を上梓。その他映画脚本や、別名を用いての漫画原作の執筆もある。横須賀市在住。日本現代詩人会、現代俳句協会会員。

## 著作

### 詩集
- 『川岸まで』（1987年、紫陽社）柴田千秋名義
- 『濾過器』（1989年、思潮社）柴田千秋名義
- 『空室 1991-2000』（2000年、ミッドナイトプレス）
- 『セラフィタ氏』（2008年、思潮社）
- 『生家へ』（2012年、思潮社）

### 句集
- 『赤き毛皮』（2009年、金雀枝舎）

### 共著
- 『再読波多野爽波』(読み継がれる俳人)小林千史,山田露結, 榮猿丸, 冨田拓也共編著. 邑書林, 2012.12

### 脚本
- ひとりね（2001年、すずきじゅんいち監督）

### 漫画原作
- 『女傑』（画：乱真澄、芳文社）水内桜子名義